# Gurgy-le-Château
Gurgy-le-Château é uma comuna francesa na região administrativa da Borgonha-Franco-Condado, no departamento de Côte-d'Or. Estende-se por uma área de 17 km². Em 2010 a comuna tinha 46 habitantes (densidade: 2,7 hab./km²).